# مدرع ييبس
مدرع ييبس (الاسم العلمي: Dasypus yepesi) (بالإنجليزية: Yepes’s Mulita)‏ هو نوع من الحيوانات يتبع جنس مدرع غليظ القدم من فصيلة مدرعات طويلة الأنف.